# Maersk
A.P. Moller–Maersk  ali samo Maersk je danski mednarodni konglomerat, ki se ukvarja z ladijskim transportom, energetiko, upravljanjem pristaniških terminalov in drugimi področji. Od leta 1996 je največji operater kontejnerskih ladij. Maersk Line ima v floti 600 kontejnerskih ladij s skupno zmogljivostjo 2,8 milijona TEU. Maerskove ladje se zlahka prepozna po svetlo modri barvi. 

## Maersk Tankers
Divizija Maersk Tankers ima v floti 140 plovil: 20 naftnih tankerjev, 91 produktnih tankerjev in 21 plinskih tankerjev in 8 LNG tankerjev. 

## Maersk Drilling
Divizija Maersk Drilling se ukvarja z vrtanjem raziskovalnih in proizvodnih naftno/plinskih vrtin. 